# Bluff River (Mole River)
Der Bluff River ist ein kleiner Fluss im australischen Bundesstaat New South Wales.
Er entspringt bei Sandy Flat am New England Highway zwischen Glen Innes und Tenterfield, fließt nach Westen und bildet die Südgrenze des Schutzgebietes Bluff River Nature Reserve. Nach wenigen Kilometern vereinigt er sich mit dem Deepwater River zum Mole River.